# 史蒂芬妮亞
史蒂芬妮亞（羅馬化：Stefania，發音：[steˈfɑn⁽ʲ⁾ijɐ] ⓘ）是乌克兰民谣-说唱组合卡卢什乐团的歌曲，於2022年2月7日推出，由伊霍尔·迪登丘克、伊万·克雷門科、奥莱·普修克、蒂莫菲亚·穆兹丘克和维塔利·杜日克共同創作。歌曲代表乌克兰參與2022年在意大利都灵舉辦的2022年欧洲歌唱大赛，最終史蒂芬妮亞以631分贏得冠軍，成为第一首在欧洲歌唱大赛夺冠的说唱歌曲。亦是乌克兰选送的第三首乌克兰语作品和第三次奪冠。

## 背景
史蒂芬妮亞由伊霍尔·迪登丘克（Ihor Didenchuk）、伊万·克雷門科（Ivan Klymenko）、奧萊·普修克、蒂莫菲·穆兹丘克（Tymofii Musychuk）、维塔利·杜日克（Vitalii Duzhyk）以
拍的d小調創作，每分鐘105拍，時長3分鐘，演唱音域位在D5到A5之間。這是首有著火熱旋律的流行舞曲，重低音和長笛般的旋律貫穿全曲。風格上，史蒂芬妮亞以傳統烏克蘭民谣為主，並通過饒舌和電子樂器賦予現代感。
這是首献给母亲的赞歌，歌词传达出歌手与母亲的美好回忆。开头以母亲已老为引子，勾起对过去的怀念。之后提到母亲如何应对艰难困苦，从而体现出歌者意识到母亲为他们做了非常非常多的贡献。每段说唱的结尾处有一段“摇篮曲”，以此展现母亲对他们无微不至的照顾。在2022年俄乌战争期间，史蒂芬妮亞有了新的含義，許多人將歌曲中的母親理解為烏克蘭，這使它成为乌克兰人英勇斗争的象征，许多社交媒体用户将歌曲用在展现乌克兰人勇敢一面的影片中。据乐队主唱奥莱·普休克表示，这首歌不仅是在感恩他的母亲，更是献给所有在战争期间保护孩子的母亲。

## 欧洲歌唱大赛

### 國內選拔
烏克蘭國家電視廣播公司（Suspilne）宣布不再和STB合作，將自行推出国内选拔节目選出本屆歐洲歌唱大賽代表。《选拔2022》於基輔NAU文化藝術中心舉行。
每个参选作品需要经过三层筛选：第一层是歌手与词曲作者于2021年12月14日到2022年1月10日间通过网络递交参赛申请，申请参加初选的歌手及词曲作者需要在2014年以来未入境俄罗斯或俄占克里米亚。经过音乐制作人米哈伊洛·科舍维（Mykhailo Koshevy）及节目制片人奥列克西·洪恰连科（Oleksiy Honcharenko）两位评委的筛选，27个作品从284个申请作品中脱颖而出，于2022年1月17日正式宣布成为晋级作品；第二层是27个作品在指定的日期内到基辅我的梦想空间录影棚进行试镜，其中只有8个作品有机会晋级决赛，名单在2022年1月24日公布；第三层为最终的决赛，于2022年2月12日举行，从8个作品中选出代表乌克兰参赛的作品。冠军由观众和三人评审团投票选出，两者比重各占一半，评审团包括2006年参赛选手蒂娜·卡罗尔、2016年参赛选手兼冠軍賈瑪拉及董事雅罗斯拉夫·洛季欣。决赛上，艾莉娜·帕許凭借被遺忘祖先的陰影夺冠，但由于违反参赛选手不能入境俄罗斯或俄占克里米亚的规定被取消冠军资格，由卡卢什乐团顶上。

### 比賽表現

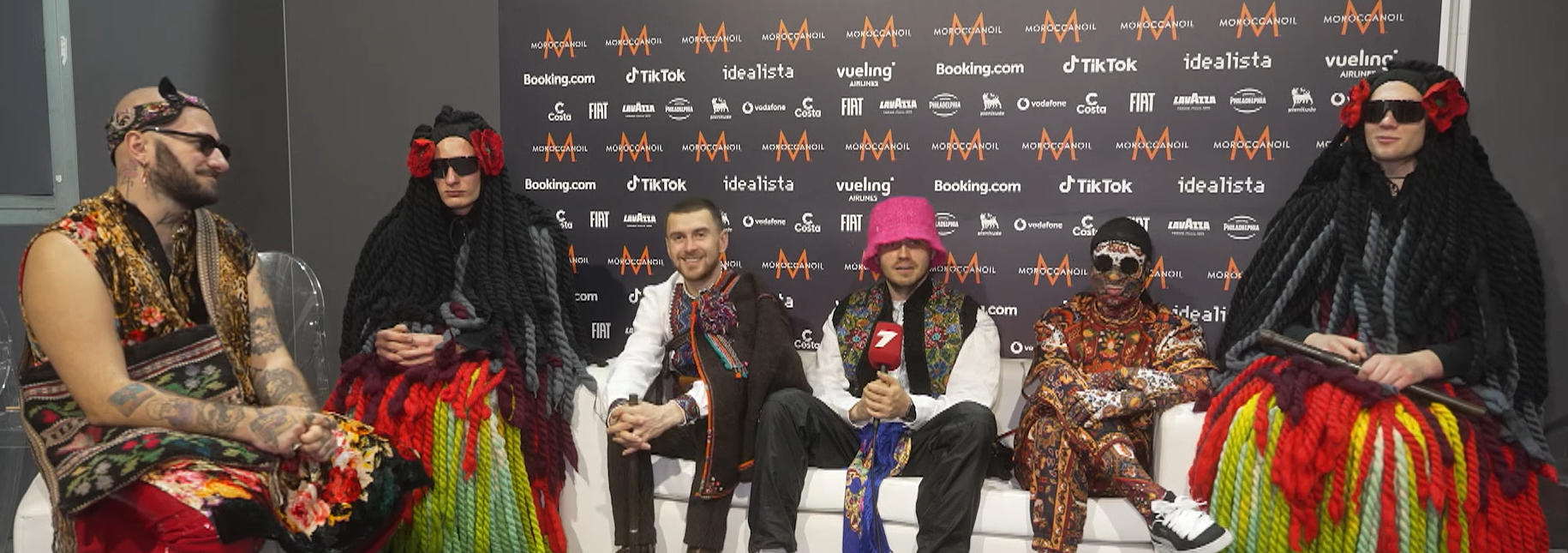
卡卢什乐团在2022年欧洲歌唱大赛

經過「半決賽分配抽籤」，史蒂芬妮亞被安排在5月10日的第一場半決賽（Semi-final 1）。舞台上，卡卢什乐团一邊用傳統樂器吹奏著古老的烏克蘭旋律，一邊用當代節拍熱情說唱，充滿活力的霹靂舞者伴隨著音樂盡情跳舞。組合成員身著混合現代街頭元素的烏克蘭傳統服飾，主唱普修克穿著一襲胡楚爾人的正宗節慶服，和他頭上的粉色漁夫帽形成鮮明對比。組合表示：「我們當然希望能在國際上取得成就。我們提取過往元素讓他更加現代，我們驕傲展現自己的根源，這就是為何我們能在國內取得成功」。
卡卢什乐团在第一場半決賽以337分的成績奪冠，成功晉升決賽。決賽於5月14日舉行，卡卢什乐团被安排在第12位演出。最終卡卢什乐团以評審得分192分，觀眾得分439分，合計得分631分獲得2022年歐洲歌唱大賽冠軍。成為繼2004年（鲁斯兰娜）、2016年（賈瑪拉），第3位抱回歐洲歌唱大賽冠軍的烏克蘭選手。為援助烏克蘭軍隊，組合將冠軍獎盃交由烏克蘭電視台主持人謝爾蓋·普里特拉的慈善拍賣會拍賣，參與競標還有機會抽普修克的粉色漁夫帽，這場慈善拍賣最終籌得90萬美元，所得將用於採購PD-2無人飛行系統，包括3架飛機和1個地面控制站。

## 專業評價
歌曲獲得普遍好評。Wiwibloggs根據內部評審團評價給予歌曲7.66/10，評審團稱史蒂芬妮亞「不僅僅是本屆賽場上最好的歌曲之一，也是近年來最好的歌曲之一」。《新闻报》和《每日雜誌報》對說唱演出讚譽有加，後者給予歌曲給予5/6分，評價它為「最好的決賽歌曲之一」。官方榜單公司稱讚史蒂芬妮亞傳統與現代的結合令人振奮。全国公共广播电台的格倫·威爾登表示在充斥著牛鬼蛇神的欧洲歌唱大赛中，歌曲的情感格外真摯。《新音乐快递》和《机密报》認同歌曲富有感染力，但懷疑组合可能沒法在3分鐘內將情感傳遞給觀眾，那怕演出是多麼的不拘一格。
《獨立報》的班·凱利（Ben Kelly）將歌曲列在「歷屆歐洲歌唱大賽冠軍歌曲排行」第15名，凱利認為即便不靠政治優勢，這首獻給母親的禮物仍有資格勝利。而在《衛報》的「歷屆歐洲歌唱大賽冠軍歌曲排行」中，記者亚历克西斯·佩特里蒂斯（Alexis Petridis）將其排在第24名，佩特里蒂斯表示雖然英國表現不錯，但不得不說融合民謠與嘻哈的史蒂芬妮亞更勝一籌。

## 榜单表现
| 榜单（2022年）                                  | 排名 |
| ----------------------------------------------- | ---- |
| 奧地利（Ö3四十強單曲榜）                        | 26   |
| 比利时佛兰德（Ultratop五十強單曲榜）            | 24   |
| 加拿大（《告示牌》Canadian Digital Song Sales） | 26   |
| 獨立國協（Tophit电台榜）                        | 1    |
| 克羅埃西亞（《告示牌》）                        | 6    |
| 捷克（百強數位單曲榜）                          | 22   |
| 芬蘭（芬蘭官方單曲榜）                          | 2    |
| 德國（德國官方單曲榜）                          | 22   |
| 全球（Billboard Global 200）                    | 85   |
| 希臘（國際唱片業協會希臘分會國際單曲榜）        | 9    |
| 匈牙利（四十強單曲榜）                          | 5    |
| 冰島（Plötutíðindi）                            | 7    |
| 愛爾蘭（愛爾蘭唱片協會榜）                      | 30   |
| 以色列（媒体森林）                              | 4    |
| 意大利（意大利音乐产业联盟）                    | 53   |
| 立陶宛（AGATA）                                 | 1    |
| 荷蘭（荷蘭四十強單曲榜）                        | 38   |
| 荷蘭（荷蘭百大單曲榜）                          | 36   |
| 挪威（VG-lista單曲榜）                          | 19   |
| 葡萄牙（葡萄牙唱片業協會）                      | 92   |
| 斯洛伐克（百強數位單曲榜）                      | 27   |
| 瑞典（瑞典最熱榜）                              | 7    |
| 瑞士（瑞士热门音乐榜）                          | 11   |
| 英國（官方榜单公司單曲榜）                      | 38   |
| 烏克蘭（Tophit电台榜）                          | 1    |
| 美国（《告示牌》World Digital Song Sales）      | 2    |

| 榜单（2022年）         | 最高排名 |
| ---------------------- | -------- |
| 乌克兰（Tophit电台榜） | 1        |

| 排行榜（2022年）       | 排名 |
| ---------------------- | ---- |
| 立陶宛（AGATA）        | 19   |
| 乌克兰（Tophit电台榜） | 3    |

| 國家或地區                   | 認證 | 認證單位/銷量 |
| ---------------------------- | ---- | ------------- |
| 波蘭（波蘭音像製造商協會）   | 金   | 25,000‡       |
| ‡僅含認證的串流媒體+實際銷量 |      |               |